# Запесочье (Житковичский район)
Запесочье (бел. Запясочча) — деревня в Вересницком сельсовете Житковичского района Гомельской области Белоруссии.

## География

### Расположение
В 30 км на юго-запад от районного центра и железнодорожной станции Житковичи (на линии Лунинец — Калинковичи), 266 км от Гомеля.

## Гидрография
На севере озеро Раздера. На северо-западной окраине озеро Линское. На восточной окраине озеро Бериково. На северо-западе орнитологическая территория Неведи.

## Транспортная сеть
Транспортные связи по просёлочной, затем автомобильной дороге Туров — Лельчицы. Планировка состоит из 3 улиц, ориентированных с юго-востока на северо-запад и пересекаемых 4 короткими улицами. На юге обособлено расположена криволинейная улица с переулком. К чуть изогнутой улице, ориентированной с юго-востока на северо-запад, присоединяются с юга три переулка. Застройка преимущественно деревянная, усадебного типа.

## История
Обнаруженные археологами поселения раннего железного века (в 1,5 км на запад от деревни в урочище Ракита), поселение железного века и раннефеодального времени (в 1,5 км на северо-запад от деревни) свидетельствуют о заселении этих мест с давних времён. Согласно письменных источников известна с XVIII века как селение в Туровской волости Мозырского повета Минского воеводства Великого княжества Литовского.
После 2-го раздела Речи Посполитой (1793 год) в составе Российской империи. В 1795 году владение графа Сологуба. В 1834 году в Туровском казённом поместье. В 1864 году упоминается в записях офицеров Генерального штаба России, изучавших эту местность. В 1879 году упоминается как селение в Туровском церковном приходе. Согласно переписи 1897 года находилась ветряная мельница. В результате пожара 29 июня 1908 года сгорели 47 дворов. В 1910 году в наёмном доме открыта школа, в начале 1920-х годов для неё выделили национализированное здание.
С 1931 года по 16 июля 1954 года центр Запесочского сельсовета Туровского, с 17 апреля 1962 года Житковичского районов Мозырского округа (с 21 июня 1935 года до 20 февраля 1938 года), с 20 февраля 1938 года Полесской, с 8 января 1954 года Гомельской областей. В 1929 году организован колхоз «Победа». Во время Великой Отечественной войны действовала патриотическое подполье. Немецкие оккупанты в 1942 году сожгли 250 дворов, убили 71 жителя. Освобождена 5 июля 1944 года. 100 жителей погибли на фронтах. Согласно переписи 1959 года центр колхоза «Победа». Действуют 9-летняя школа, клуб, библиотека, фельдшерско-акушерский пункт, детский сад, отделение связи, магазин.

## Население

### Численность
- 2004 год — 343 хозяйства, 826 жителей

### Динамика
- 1795 год — 36 дворов, 482 жителя (223 мужчины и 259 женщины)
- 1834 год — 97 дворов, 579 жителей
- 1885 год — 145 дворов, 708 жителей
- 1897 год — 155 дворов, 855 жителей (согласно переписи)
- 1908 год — 214 дворов, 1071 житель
- 1917 год — 1674 жителя
- 1925 год — 308 дворов
- 1940 год — 300 дворов, 1200 жителей
- 1959 год — 1445 жителей (согласно переписи)
- 2004 год — 343 хозяйства, 826 жителей

## Достопримечательность
- Каменный крест на кладбище рядом с деревней, который каждый год на несколько миллиметров «вырастает» из земли.

## Известные уроженцы
- Михаил Семёнович Струк — полный кавалер ордена Славы
- Степанида Ивановна Марусич — Герой Социалистического Труда
- Игорь Николаевич Лотенков - заместитель Министра обороны по вооружению - начальник вооружения Вооружённых сил Республики Беларусь